# Beijerinckiaceae
Die Beijerinckiaceae sind eine Familie von Bakterien.
Der Name bezieht sich auf den holländischen Mikrobiologen Martinus Willem Beijerinck (1851–1931). Die Beijerinckiaceae zählen zu der Gruppe der Pseudomonadota (früher Proteobacteria genannt). Viele Arten der Familie sind methanotroph, d. h. sie können für den Stoffwechsel und das Wachstum Methan nutzen. Dies stellt in Böden eine wichtige biologische Senke für atmosphärisches Methan dar. Sie fixieren Methan, bilden daraus andere chemische Verbindungen und entziehen somit das Methan der Atmosphäre. Der Entzug von Methan aus der Atmosphäre durch den Stoffwechsel dieser Bakterien hat einen mildernden Effekt auf die Klimaerwärmung.

## Erscheinungsbild
Die Zellen der verschiedenen Arten der Beijerinckiaceae sind entweder Kokken oder stäbchenförmig. Methylocapsa aurea zeigt gekrümmte Stäbchen. Methyloferula und Methylorosula bilden stäbchenförmige Zellen, bei Methylovirgula handelt es sich um dünne Stäbchen, die Zellen können in  Rosetten auftreten oder Anhäufungen (Cluster) bilden. Die Zellen von Beijerinckia sind gerade oder leicht gekrümmte Stäbchen mit abgerundeten Enden.
Der Gramtest fällt, wie für die Proteobakterien typisch, negativ aus. Das Genom von Methylocella silvestris wurde vollständig sequenziert.

## Stoffwechsel und Wachstum
Alle Vertreter der Beijerinckiaceae sind chemo-organotroph oder methanotroph und aerob.
In dieser Gruppe sind, was den Stoffwechsel angeht, sehr verschiedene Arten zusammengefasst. So sind Beijerinckia und Methylocella Stickstofffixierer, sie besitzen die Fähigkeit, elementaren, molekularen Stickstoff (N2) zu binden, indem sie ihn zu Ammoniak (NH3) bzw. Ammonium (NH4+) reduzieren und damit dem biologischen Stoffwechsel verfügbar machen. Man spricht hierbei von der Stickstofffixierung.
Es sind auch methylotrophe und methanotrophe Bakterien in der Gruppe enthalten. Methanotrophe Bakterien können Methan und Methanol als einzige Kohlenstoffquelle für den Aufbau der Zellsubstanz (Assimilation) und zum Energiegewinn zu  nutzen. Methylotrophe Bakterien könne auch Verbindungen mit mehreren Kohlenstoffatomen nutzen, bei denen kein Kohlenstoffatom direkt mit einem anderen verbunden ist.
So ist z. B. die Gattung Methylocella fakultativ methanotroph, bei Methylocapsa sind fakultativ und obligat methanotrophe Arten vorhanden. Die Gattung  Methylorosula ist fakultativ methylotroph.
Charakteristisch für die meisten Mitglieder der Familie sind große Einschlusskörper von Poly-β-Hydroxybuttersäure. Oft sind an beiden Enden der meist stäbchen- bis birnenförmigen Zellen jeweils einer dieser Einschlüsse vorhanden.

## Ökologie
Die Gattung Beijerinckia gedeiht gut in sauren Böden, wurde aber auch in neutralen und leicht alkalischen Böden gefunden. Sie kommt vor allem in tropischen Böden vor. Andere Funde stammen z. B. aus Idaho (Snake River Plain, 44° nördlicher Breite), in British Columbia (Kanada,  50° nördlicher Breite) und ein Fund stammt von permanent kalten arktischen Böden in der Arktis (75° nördlicher Breite). "Candidatus Methylaffinis lahnbergensis" kommt oft in unterirdischen und auch vulkanischen Biofilmen vor. Dies weist auf eine möglicherweise wichtige Rolle dieser Umgebungen als biologische Senke für Methan hin. Der Begriff Candidatus steht für eine noch nicht im Labor kultivierte Art.

## Systematik
Die Familie Beijerinckiaceae wird der Ordnung Hyphomicrobiales zugeordnet. Sie zählt zu der Abteilung der Pseudomonadota.
Es folgt eine Liste einiger Gattungen der Beijerinckiaceae (Stand Februar 2023):
- Beijerinckia Derx 1950
- "Candidatus Methylaffinis lahnbergensis" corrig. Pratscher et al. 2018
- Methylocapsa Dedysh et al. 2002
- Methylocella Dedysh et al. 2000
- Methyloferula Vorobev et al. 2011
- Methylorosula Berestovskaya et al. 2012
- Methylovirgula Vorob'ev et al. 2009
- Pseudochelatococcus Kämpfer et al. 2015
- Qingshengfania Zhang et al. 2015

Die früher hier geführten Gattungen Camelimonas Kämpfer et al. 2010  und Chelatococcus Auling et al. 1993 wurden zu der im Jahre 2016 neu aufgestellten Familie Chelatococcaceae gestellt.